# شربت روح‌افزا

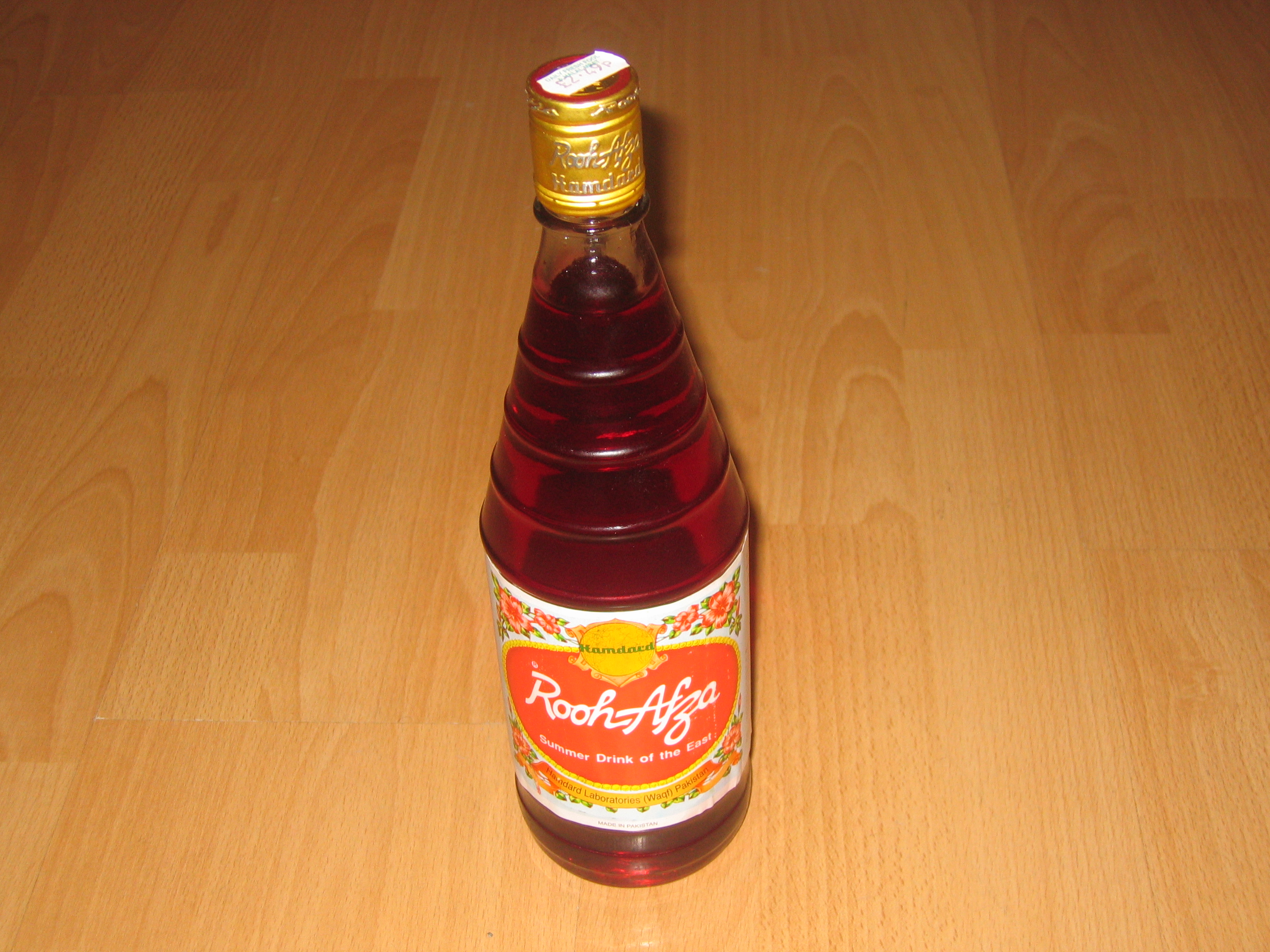

شربت روح‌افزا نخستین بار سال ۱۹۰۶ در قاضی‌آبادِ هند ساخته و اندکی بعد در دهلی قدیم عرضه شد. در حال حاضر این نوشیدنی توسط شرکت‌هایی از هند، پاکستان و بنگلادش تولید می‌شود و نوشیدن آن در ماه رمضان و موقع افطار معمول است.

## ترکیبات
آب و شکر پایه اصلی این شریت است. بیش از ۷۰ درصد ترکیب این شربت را شکر تشکیل می‌دهد. دیگر مواد تشکیل دهنده عبارتند از:
- دانه برخی گیاهان مثل خرفه، انگور یا کشمش و لیلی اروپایی.
- میوه‌هایی مثل پرتقال، نارنج، آناناس، سیب، توت فرنگی، تمشک، شاه‌توت و میوه‌های جنگلی.
- سبزیجاتی مثل اسفناج، هویج، نعنا.
- ریشه‌هایی مثل وتیور.
- رنگ خوراکی قرمز.

## آماده‌سازی
برای تهیه این نوشیدنی، به یک لیوان آب یا شیر سرد دو قاشق غذاخوری شربت اضافه می‌کنند و با یخ سرو می‌کنند.